# Atlantic City (Wyoming)
Atlantic City és una concentració de població designada pel cens dels Estats Units a l'estat de Wyoming. Segons el cens del 2000 tenia 39 habitants.

## Demografia
Segons el cens del 2000, Atlantic City tenia 39 habitants, 23 habitatges, i 8 famílies. La densitat de població era de 0,7 habitants/km².
Dels 23 habitatges en un 13% hi vivien nens de menys de 18 anys, en un 30,4% hi vivien parelles casades, en un 0% dones solteres, i en un 65,2% no eren unitats familiars. En el 52,2% dels habitatges hi vivien persones soles el 4,3% de les quals corresponia a persones de 65 anys o més que vivien soles. El nombre mitjà de persones vivint en cada habitatge era d'1,7 i el nombre mitjà de persones que vivien en cada família era de 2,5.
Per edats la població es repartia de la següent manera: un 12,8% tenia menys de 18 anys, un 0% entre 18 i 24, un 7,7% entre 25 i 44, un 76,9% de 45 a 60 i un 2,6% 65 anys o més.
L'edat mediana era de 48 anys. Per cada 100 dones de 18 o més anys hi havia 126,7 homes.
La renda mediana per habitatge era de 21.094 $ i la renda mediana per família de 48.750 $. Els homes tenien una renda mediana de 21.250 $ mentre que les dones 28.750 $. La renda per capita de la població era de 15.756 $. Cap de les famílies i el 21,9% de la població estaven per davall del llindar de pobresa.

## Poblacions més properes
El següent diagrama mostra les poblacions més properes.